# Матч всех звёзд НБА 2022
«Матч всех звёзд 2022 года» (англ. 2022 NBA All-Star Game) — показательная баскетбольная игра, которая прошла в городе Кливленд штат Огайо 20 февраля 2022 года на домашней арене клуба «Кливленд Кавальерс» «Рокет Мортгедж Филдхаус». Эта игра была 71-м матчем всех звёзд в истории Национальной баскетбольной ассоциации. Город принимал матч всех звёзд в 1981 на арене Колизиум эт Ричфилд и 1997 годах на арене «Квикен Лоэнс-арена».
В «Матче всех звёзд НБА» команда Леброна Джеймса одержала победу над командой Кевина Дюранта со счетом 163 на 160. Титул самого ценного игрока получил Стефен Карри

## Матч всех звёзд

### Формат
Формат матча всех звёзд не изменялся по сравнению с предыдущим разом. Лидеры голосования среди болельщиков, журналистов и игроков с каждой конференции будут служить капитанами команд. Каждый капитан выбирает сначала игроков стартовой пятерки, а потом запасных. Капитан может выбрать игрока в свою команду из любой конференции.

### Тренеры
Тренерами на матче всех звёзд НБА становятся те тренеры, чьи команды имеют самый большой процент побед в каждой конференции исходя из статистики на 3 февраля 2022 года. Однако, правило НБА гласит, что тренер, который уже тренировал команду звёзд в прошлом году, не может быть выбран в этом году, даже если у его команды лучший процент побед в своей конференции. Поэтому Док Риверс и Куин Снайдер не могли быть выбраны.
Главным тренером команды Леброна Джеймса был выбран наставник «Финикс Санз» Монти Уильямс. Под его руководством клуб из Финикса на 31 января 2022 года одержал 40 побед и потерпел 9 поражений. «Финикс Санз» занимал 1-е место в Западной конференции.
Главным тренером команды Кевина Дюранта был выбран наставник «Майами Хит» Эрик Споэльстра. Под его руководством клуб из Майами на 7 февраля 2022 года одержал 34 победы и потерпел 20 поражений. «Майами Хит» занимал 1-е место в Восточной конференции.

### Игроки
Состав команд определяется двумя способами. Стартовые пятёрки команд определяются голосованием среди болельщиков, игроков НБА и журналистов, освещающих НБА. При голосовании в стартовой пятерке должны быть выбраны два игрока задней линии и три игрока передней линии. Болельщики смогут проголосовать за любого игрока НБА раз в день. Журналисты и игроки НБА смогут проголосовать один раз. Игроки имеют право проголосовать за себя и партнёров по команде. Само голосование началось 25 декабря 2021 года и завершилось 20 января 2022 года.
Леброн Джеймс из «Лос-Анджелес Лейкерс» стал лидером голосования в Западной конференции. Леброн Джеймс, Никола Йокич и Стефен Карри были игроками стартовой пятерки в предыдущих играх. Джа Морант и Эндрю Уиггинс дебютируют в стартовой пятерке матча всех звёзд.
Кевин Дюрант из «Бруклин Нетс» победил в голосовании в Восточной конференции. Кевин Дюрант, Яннис Адетокунбо, Демар Дерозан, Джоэл Эмбиид и Трей Янг были игроками стартовой пятерки в предыдущих играх.
Запасные игроки определяются голосованием среди главных тренеров команд соответствующей конференции. Тренер не имеет права голосовать за игроков своей команды. Запасные игроки команды набираются из двух защитников, трёх игроков передней линии и двух игроков вне зависимости от амплуа.
При травме игрока замену ему определяет комиссар НБА из той конференции, что и баскетболист, который не сможет принять участие в матче всех звёзд. При травме баскетболиста стартовой пятерки главный тренер выбирает из числа резервистов игрока, который выйдет с первых минут матча.

### Участники
- Курсивом выделены капитаны команд

| Поз.              | Игрок              | Команда                     | Участие           |
| Стартовая пятёрка | Стартовая пятёрка  | Стартовая пятёрка           | Стартовая пятёрка |
| ----------------- | ------------------ | --------------------------- | ----------------- |
| З                 | Трей Янг           | Атланта Хокс                | 2                 |
| З                 | Демар Дерозан      | Чикаго Буллз                | 5                 |
| Ф                 | Яннис Адетокунбо   | Милуоки Бакс                | 6                 |
| Ф                 | Кевин ДюрантINJ1   | Бруклин Нетс                | 12                |
| Ц                 | Джоэл Эмбиид       | Филадельфия Севенти Сиксерс | 5                 |
| Резервисты        |                    |                             |                   |
| З                 | Ламело БоллREP1    | Шарлотт Хорнетс             | 1                 |
| З                 | Дариус Гарленд     | Кливленд Кавальерс          | 1                 |
| З                 | Джеймс ХарденINJ3  | Бруклин Нетс                | 10                |
| З                 | Зак Лавин          | Чикаго Буллз                | 2                 |
| З                 | Фред Ванвлит       | Торонто Рэпторс             | 1                 |
| Ф                 | Джимми Батлер      | Майами Хит                  | 6                 |
| Ф                 | Крис Миддлтон      | Милуоки Бакс                | 3                 |
| Ф                 | Джейсон ТейтумST   | Бостон Селтикс              | 3                 |
| Ц                 | Джарретт АлленREP3 | Кливленд Кавальерс          | 1                 |

| Поз.              | Игрок               | Команда               | Участие           |
| Стартовая пятёрка | Стартовая пятёрка   | Стартовая пятёрка     | Стартовая пятёрка |
| ----------------- | ------------------- | --------------------- | ----------------- |
| З                 | Стефен Карри        | Голден Стэйт Уорриорз | 8                 |
| З                 | Джа Морант          | Мемфис Гриззлис       | 1                 |
| Ф                 | Леброн Джеймс       | Лос-Анджелес Лейкерс  | 18                |
| Ф                 | Эндрю Уиггинс       | Голден Стэйт Уорриорз | 1                 |
| Ц                 | Никола Йокич        | Денвер Наггетс        | 4                 |
| Резервисты        |                     |                       |                   |
| З                 | Девин Букер         | Финикс Санз           | 3                 |
| З                 | Лука Дончич         | Даллас Маверикс       | 3                 |
| З                 | Донован МитчеллOUT  | Юта Джаз              | 3                 |
| З                 | Деджонте МюррейREP2 | Сан-Антонио Спёрс     | 1                 |
| З                 | Крис Пол            | Финикс Санз           | 12                |
| Ф                 | Дрэймонд ГринINJ2   | Голден Стэйт Уорриорз | 4                 |
| Ц                 | Руди Гобер          | Юта Джаз              | 3                 |
| Ц                 | Карл-Энтони Таунс   | Миннесота Тимбервулвз | 3                 |

↑  Кевин Дюрант не сможет принять участие в матче из-за растяжение связок левого колена.

↑  Ламело Болл заменил травмированного Кевина Дюранта.

↑  Дрэймонд Грин не сможет принять участие в матче из-за проблем с межпозвонковым диском.

↑  Деджонте Мюррей заменил травмированного Дрэймонда Грина.

↑  Джейсон Тейтум выйдет в стартовом составе вместо Кевина Дюрант.

↑  Джеймс Харден не сможет принять участие в матче из-за напряжение подколенного сухожилия левой ноги.

↑  Джарретт Аллен заменил травмированного Джеймса Хардена.

↑  Донован Митчелл не сыграл в матче из-за болезни, не связанной с COVID-19. 

### Драфт
10 февраля 2022 года прошёл драфт игроков матча всех звёзд. Леброн Джеймс и Кевин Дюрант были названы капитанами команд, так как они были соответственно лидерами голосования среди болельщиков Восточной и Западной конференции. Леброн Джеймс выбирал первым в первом раунде драфта игроков, так как он получил больше всех голосов болельщиков. Соответственно, Кевин Дюрант выбирал первым во втором раунде драфта игроков. В первом раунде драфта капитаны выбирали игроков стартовой пятерки, а во втором раунде - резервистов.
| Пик | Игрок             | Команда                 |
| --- | ----------------- | ----------------------- |
| 1   | Яннис Адетокунбо  | Команда Леброна Джеймса |
| 2   | Джоэл Эмбиид      | Команда Кевина Дюранта  |
| 3   | Стефен Карри      | Команда Леброна Джеймса |
| 4   | Джа Морант        | Команда Кевина Дюранта  |
| 5   | Демар Дерозан     | Команда Леброна Джеймса |
| 6   | Джейсон Тейтум    | Команда Кевина Дюранта  |
| 7   | Никола Йокич      | Команда Леброна Джеймса |
| 8   | Эндрю Уиггинс     | Команда Кевина Дюранта  |
| 9   | Трей Янг          | Команда Кевина Дюранта  |
| 10  | Девин Букер       | Команда Кевина Дюранта  |
| 11  | Лука Дончич       | Команда Леброна Джеймса |
| 12  | Карл-Энтони Таунс | Команда Кевина Дюранта  |
| 13  | Дариус Гарленд    | Команда Леброна Джеймса |
| 14  | Зак Лавин         | Команда Кевина Дюранта  |
| 15  | Крис Пол          | Команда Леброна Джеймса |
| 16  | Деджонте Мюррей   | Команда Кевина Дюранта  |
| 17  | Джимми Батлер     | Команда Леброна Джеймса |
| 18  | Крис Миддлтон     | Команда Кевина Дюранта  |
| 19  | Донован Митчелл   | Команда Леброна Джеймса |
| 20  | Ламело Болл       | Команда Кевина Дюранта  |
| 21  | Фред Ванвлит      | Команда Леброна Джеймса |
| 22  | Руди Гобер        | Команда Кевина Дюранта  |
| 23  | Джеймс Харден     | Команда Леброна Джеймса |

### Составы
| Позиция                                     | Игрок              | Команда               |                   |
| Стартовая пятёрка                           | Стартовая пятёрка  | Стартовая пятёрка     | Стартовая пятёрка |
| ------------------------------------------- | ------------------ | --------------------- | ----------------- |
| Ф                                           | Леброн Джеймс      | Лос-Анджелес Лейкерс  |                   |
| Ф                                           | Яннис Адетокунбо   | Милуоки Бакс          |                   |
| Ц                                           | Никола Йокич       | Денвер Наггетс        |                   |
| З                                           | Демар Дерозан      | Чикаго Буллз          |                   |
| З                                           | Стефен Карри       | Голден Стэйт Уорриорз |                   |
| Резервисты                                  |                    |                       |                   |
| З                                           | Лука Дончич        | Даллас Маверикс       |                   |
| З                                           | Дариус Гарленд     | Кливленд Кавальерс    |                   |
| З                                           | Крис Пол           | Финикс Санз           |                   |
| Ф                                           | Джимми Батлер      | Майами Хит            |                   |
| З                                           | Донован МитчеллOUT | Юта Джаз              |                   |
| З                                           | Фред Ванвлит       | Торонто Рэпторс       |                   |
| Ц                                           | Джарретт АлленREP3 | Кливленд Кавальерс    |                   |
| Главный тренер: Монти Уильямс (Финикс Санз) |                    |                       |                   |

| Позиция                                      | Игрок               | Команда                     |                   |
| Стартовая пятёрка                            | Стартовая пятёрка   | Стартовая пятёрка           | Стартовая пятёрка |
| -------------------------------------------- | ------------------- | --------------------------- | ----------------- |
| Ф                                            | Эндрю Уиггинс       | Голден Стэйт Уорриорз       |                   |
| Ф                                            | Джейсон ТейтумST    | Бостон Селтикс              |                   |
| Ц                                            | Джоэл Эмбиид        | Филадельфия Севенти Сиксерс |                   |
| З                                            | Джа Морант          | Мемфис Гриззлис             |                   |
| З                                            | Трей Янг            | Атланта Хокс                |                   |
| Резервисты                                   |                     |                             |                   |
| З                                            | Девин Букер         | Финикс Санз                 |                   |
| Ц                                            | Карл-Энтони Таунс   | Миннесота Тимбервулвз       |                   |
| З                                            | Зак Лавин           | Чикаго Буллз                |                   |
| З                                            | Деджонте МюррейREP2 | Сан-Антонио Спёрс           |                   |
| Ф                                            | Крис Миддлтон       | Милуоки Бакс                |                   |
| З                                            | Ламело БоллREP1     | Шарлотт Хорнетс             |                   |
| Ц                                            | Руди Гобер          | Юта Джаз                    |                   |
| Главный тренер: Эрик Споэльстра (Майами Хит) |                     |                             |                   |

### Матч всех звёзд
| 20 февраля 2022 8:00 pm ET | Протокол | Команда Дюранта            | 160:163  | Команда Леброна                  | Рокет Мортгедж Филдхаус, Кливленд, Огайо Зрителей: 0 Судьи: Кейн Фицджеральд Джеймс Уильямс Брайан Форте | TNT, TBS |
| 20 февраля 2022 8:00 pm ET | Протокол | 45:47, 49:46, 45:45, 21:25 |          |                                  | Рокет Мортгедж Филдхаус, Кливленд, Огайо Зрителей: 0 Судьи: Кейн Фицджеральд Джеймс Уильямс Брайан Форте | TNT, TBS |
| 20 февраля 2022 8:00 pm ET | Протокол | Джоэл Эмбиид 36            | Очки     | Стефен Карри 50                  | Рокет Мортгедж Филдхаус, Кливленд, Огайо Зрителей: 0 Судьи: Кейн Фицджеральд Джеймс Уильямс Брайан Форте | TNT, TBS |
| 20 февраля 2022 8:00 pm ET | Протокол | Джоэл Эмбиид 10            | Подборы  | Яннис Адетокунбо 12              | Рокет Мортгедж Филдхаус, Кливленд, Огайо Зрителей: 0 Судьи: Кейн Фицджеральд Джеймс Уильямс Брайан Форте | TNT, TBS |
| 20 февраля 2022 8:00 pm ET | Протокол | Трей Янг 10                | Передачи | Леброн Джеймс, Никола Йокич по 6 | Рокет Мортгедж Филдхаус, Кливленд, Огайо Зрителей: 0 Судьи: Кейн Фицджеральд Джеймс Уильямс Брайан Форте | TNT, TBS |

Первые пять очков в матче набрала команда Леброна. Сначала Яннис Адетокунбо забил двухочковый бросок, затем Стефан Карри был точен из-за дуги. Но команда Дюранта практически сразу сравняла счёт в первом игровом отрезке матча. В середине первой четверти команда Леброна лидировала в счёте 6 очков. За 4 минуты до конца первого игрового отрезка матча счёт был равный 34 на 34. Два точных трёхочковых броска Луки Дончича в концовке принесли победу в первой четверти команде Леброна. По окончании первых четырёх минут второго отрезка счёт на табло был равным 11 на 11. За четыре минуты до конца второй четверти команды Дюранта вела в счёте 33 на 28. В концовке второго игрового отрезка матча команда Дюранта не упустила лидерства в счёте и победила во второй четверти со счётом 49 на 46. В начале третьего игрового отрезка матча шла равная борьба. За первые четыре минуты третьей четверти команды набрали по 16 очков каждая. За четыре минуты до конца третьего игрового отрезка матча на 5 очков вперед вышла команда Дюранта. В концовке третьей четверти команда Леброна сократила отставание в счёте и по её окончании сёт на табло был равным 45 на 45.
Согласно формату проведения матча команда, которая первой достигнет целевого показателя, становится победителем матча всех звёзд. Целевой показатель матча был равен 163 очка (139 очков – общее количество очков за три четверти команды, которая набрала больше всех очков за первые три игровых отрезка матча (команда Дюранта), плюс 24 очка в честь Коби Брайанта.
По окончании первых минут четвёртой четверти счёт был 155 на 153 в пользу команды Дюранта. Яннис Адетокунбо забил двухочковый бросок, а в ответной атаке Джарретт Аллен поставил блок-шот Джоэлу Эмбииду. После череды промахов с обеих команд Адетокунбо набрал 2 очка, а Трей Янг не сумел забить трёхочковый бросок. Затем Леброн Джеймс отправил в кольцо двухочковый бросок. Следующий игровой эпизод включил в себя блок-шот Леброна Джоэлу Эмбииду и промах Карри из-за дуги. Джоэл Эмбиид не забил двухочковый бросок, а Демар Дерозан был точен со средней дистанции. Зак Лавин забил свехру в ответной атаке, а Стефан Карри не отправил в кольцо трёхочковый бросок. Лавин был точен из-за дуги, а победный бросок со средней дистанции на себя записал Леброн Джеймс.
Самым ценным игроком матча был признан Стефен Карри. Он набрал 50 очков и забил 17 бросков с игры из 30 попыток, включая 16 точных бросков из-за дуги из 27 выполненных трёхочковых бросков. В составе победителей Яннис Адетокунбо сделал дабл-дабл из 30 очков и 12 подборов, а Леброн Джеймс набрал 24 очка и отдал 8 передач. У проигравшей команды на счету Джоэла Эмбиида был дабл-дабл из 36 очков и 10 подборов, а Девин Букер набрал 20 очков.

#### Команда Леброна
| Команда Леброна Джеймса |        |        |       |     |      |      |     |     |    |    |    |    |     |
| Стартовая пятёрка       | MIN    | FG     | 3FG   | FT  | OREB | DREB | REB | AST | ST | BS | TO | PF | PTS |
| Стефен Карри            | 36:15  | 17–30  | 16–27 | 0–0 | 1    | 4    | 5   | 2   | 1  | 2  | 5  | 1  | 50  |
| Леброн Джеймс           | 36:15  | 11–24  | 2–11  | 0–0 | 1    | 5    | 6   | 8   | 3  | 1  | 3  | 0  | 24  |
| Яннис Адетокунбо        | 26:40  | 15–21  | 0–3   | 0–0 | 5    | 7    | 12  | 6   | 3  | 1  | 1  | 3  | 30  |
| Демар Дерозан           | 26:40  | 4–8    | 0–1   | 2–2 | 1    | 3    | 4   | 5   | 0  | 0  | 1  | 0  | 10  |
| Никола Йокич            | 21:01  | 4–5    | 2–3   | 0–0 | 3    | 6    | 9   | 8   | 1  | 0  | 1  | 0  | 10  |
| Резерв                  |        |        |       |     |      |      |     |     |    |    |    |    |     |
| Лука Дончич             | 24:40  | 3–6    | 2–4   | 0–0 | 0    | 0    | 0   | 3   | 0  | 0  | 1  | 0  | 8   |
| Дариус Гарленд          | 23:45  | 5–12   | 3–7   | 0–0 | 0    | 1    | 1   | 3   | 2  | 0  | 1  | 0  | 13  |
| Джарретт Аллен          | 23:45  | 5–6    | 0–1   | 0–0 | 2    | 7    | 9   | 1   | 1  | 2  | 2  | 1  | 10  |
| Фред Ванвлит            | 9:20   | 2–4    | 2–4   | 0–0 | 0    | 2    | 2   | 3   | 0  | 0  | 1  | 0  | 6   |
| Джимми Батлер           | 9:20   | 1–2    | 0–1   | 0–0 | 0    | 0    | 0   | 1   | 2  | 0  | 0  | 0  | 2   |
| Крис Пол                | 2:19   | 0–1    | 0–0   | 0–0 | 0    | 0    | 0   | 0   | 0  | 0  | 0  | 1  | 0   |
| Всего                   | 240:00 | 67–119 | 27–62 | 2–2 | 13   | 35   | 48  | 40  | 13 | 6  | 16 | 6  | 163 |

#### Команда Дюранта
| Команда Кевина Дюранта |        |        |       |     |      |      |     |     |    |    |    |    |     |
| Стартовая пятёрка      | MIN    | FG     | 3FG   | FT  | OREB | DREB | REB | AST | ST | BS | TO | PF | PTS |
| Джоэл Эмбиид           | 30:35  | 14–20  | 5–8   | 3–3 | 2    | 8    | 10  | 4   | 0  | 0  | 0  | 0  | 36  |
| Джейсон Тейтум         | 20:20  | 4–10   | 0–4   | 0–0 | 2    | 2    | 4   | 5   | 1  | 0  | 0  | 0  | 8   |
| Трей Янг               | 19:06  | 5–13   | 3–9   | 0–0 | 0    | 2    | 2   | 10  | 2  | 0  | 3  | 0  | 13  |
| Джа Морант             | 17:33  | 3–6    | 0–1   | 0–0 | 0    | 1    | 1   | 3   | 0  | 0  | 0  | 0  | 6   |
| Эндрю Уиггинс          | 15:15  | 4–7    | 2–4   | 0–0 | 0    | 0    | 0   | 1   | 0  | 0  | 1  | 0  | 10  |
| Резерв                 |        |        |       |     |      |      |     |     |    |    |    |    |     |
| Девин Букер            | 29:56  | 9–18   | 2–9   | 0–0 | 0    | 5    | 5   | 2   | 4  | 0  | 5  | 1  | 20  |
| Деджонте Мюррей        | 26:38  | 7–11   | 1–3   | 2–2 | 4    | 1    | 5   | 5   | 0  | 1  | 1  | 0  | 17  |
| Ламело Болл            | 22:23  | 7–11   | 4–8   | 0–0 | 0    | 3    | 3   | 3   | 3  | 0  | 0  | 1  | 18  |
| Крис Миддлтон          | 20:42  | 1–8    | 1–5   | 2–2 | 2    | 3    | 5   | 2   | 0  | 0  | 2  | 0  | 5   |
| Карл-Энтони Таунс      | 14:12  | 4–8    | 1–4   | 0–0 | 3    | 3    | 6   | 3   | 0  | 0  | 1  | 0  | 9   |
| Руди Гобер             | 12:33  | 3–3    | 0–0   | 0–0 | 0    | 6    | 6   | 0   | 1  | 0  | 0  | 0  | 6   |
| Зак Лавин              | 10:47  | 5–7    | 2–4   | 0–0 | 0    | 3    | 3   | 3   | 0  | 0  | 1  | 0  | 12  |
| Всего                  | 240:00 | 66–122 | 21–59 | 7–7 | 13   | 37   | 50  | 41  | 11 | 1  | 14 | 2  | 160 |

### Рекорды матча всех звёзд 2022 года
Во время 71 матча всех звёзд было обновлены следующие рекорды:

#### Индивидуальные рекорды

##### Выбор на матч всех звёзд
- Наибольшее количество матчей в стартовом составе
  - 18 Леброн Джеймс
- Наибольшее количество сыгранных матчей
  - 18 Леброн Джеймс (повторение рекорда Карима Абдул-Джаббара)

##### Очки
- Наибольшее количество очков в среднем за игру за карьеру (3 матча минимум)
  - 29.0 Яннис Адетокунбо
- Наибольшее количество очков за карьеру
  - 413 Леброн Джеймс
- Наибольшее количество очков в четверти матча
  - 21 Стефен Карри

##### Время
- Наибольшее количество минут за карьеру
  - 509 Леброн Джеймс

##### Броски с игры
- Наибольший процент попаданий бросков с игры за карьеру
  - 90,0% Руди Гобер
- Наибольшее количество реализованных бросков с игры за карьеру
  - 172 Леброн Джеймс
- Наибольшее количество попыток бросков с игры за карьеру
  - 334 Леброн Джеймс

##### Трёхочковые броски
- Наибольшее количество реализованных трёхочковых бросков за карьеру
  - 47 Стефен Карри
- Наибольшее количество реализованных трёхочковых бросков в матче
  - 16 Стефен Карри
- Наибольшее количество трёхочковых бросков в половине матча
  - 8 Стефен Карри
- Наибольшее количество попыток трёхочковых бросков за карьеру
  - 130 Леброн Джеймс
- Наибольшее количество попыток трёхочковых бросков в матче
  - 27 Стефен Карри
- Наибольшее количество попыток трёхочковых бросков с игры в половине матча
  - 15 Стефен Карри

## Матч знаменитостей 2022
Матч знаменитостей НБА Ruffles 2022 был сыгран 18 февраля 2022 года в Вольштейн центр в городе Кливленд, штат Огайо. Тренерами команд были легенды НБА Билл Уолтон и Доминик Уилкинс. Победу в матче со счётом 65 на 51 одержала команда Уолтона. Самым ценным игроком матча знаменитостей стал Алекс Туссен, который набрал 18 очков.
| 18 февраля 2022 7:00 pm ET |  | Команда Уолтона | 65:51 | Команда Уилкинса | Вольштейн центр, Кливленд, Огайо | ESPN |

| Игрок                       | Род деятельности                                  |
| --------------------------- | ------------------------------------------------- |
| Джимми Аллен                | Певец, автор песен                                |
| Бритни Елена                | Ведущая, актриса, спортсменка и модель            |
| Machine Gun Kelly           | Рэпер, автор песен                                |
| Дирика Хэмби                | Игрок ВНБА                                        |
| Ноа Карлок                  | Победитель соревнования Fanatics All-In Challenge |
| Карим Хант                  | Игрок НФЛ                                         |
| Мэтт Джеймс                 | Участник американского реалити-шоу Холостяк       |
| Quavo (4)                   | Рэпер                                             |
| Ранвир Сингх                | Актёр                                             |
| Алекс Туссен                | Инструктор по пелетону                            |
| Андерсон Варежао            | Бывший игрок НБА                                  |
| Главный тренер: Билл Уолтон |                                                   |

| Игрок                           | Род деятельности                       |
| ------------------------------- | -------------------------------------- |
| Ануэль АА                       | Певец                                  |
| Джастин Бибб                    | Мэр Кливленда                          |
| Кейн Браун (2)                  | Певец/Обладатель 4-х премий AMA        |
| Майлз Гарретт                   | Игрок НФЛ                              |
| Дэниел Гибсон                   | Бывший игрок НБА                       |
| Тиффани Хэддиш                  | Комедиантка, актриса и писательница    |
| Джек Харлоу                     | Рэпер                                  |
| Крисса Джексон                  | Игрок Гарлем Глобтроттерс              |
| Анджали Ранадиве                | Певица, автор песен                    |
| Джанмарко Тамбери               | Олимпийский чемпион в прыжках в высоту |
| Главный тренер: Доминик Уилкинс |                                        |

## Матч восходящих звёзд НБА
По сравнению с последним сыгранным матчем НБА изменила формат игры, количество игроков, ввела вновь драфт игроков и добавила конкурс по броскам.

### Формат
В мини-турнире примут участие четыре команды, состоящие из семи игроков. Победитель первого полуфинала (команда A против команды B) встретится в финале с победителем второго полуфинала (команда C против команды D). Победителем матча станет та команда, которая первой достигнет целевого показателя по очкам. Для полуфиналов целевой показатель установлен 50 очков, а для финала - 25 очков.
В тренерские штабы команд возглавят легенды НБА, вошедшие в число 75 величайших игроков в истории НБА. Им будут помогать ассистенты главного тренера матча всех звёзд НБА.

### Игроки
В матче восходящих звёзд НБА примут участие 28 игроков (24 баскетболиста НБА и 4 игрока Джи-Лига НБА Игнайт). Участвующих баскетболистов НБА представляют игроки, которые выступают первый год в НБА («Новички»), и баскетболисты, играющих второй год в НБА («Второгодки»). На матч должны быть выбраны 12 «новичков» и 12 «второгодок». Участвующих игроков НБА выбирают путём голосования среди ассистентов главных тренеров клубов НБА. Участвующих баскетболистов «Джи-Лига НБА Игнайт» выбирают путём голосования среди главных тренеров клубов Джи-Лиги.

### Состав
Для определения состава команд будет проведен драфт игроков. В составе каждой команды должен быть один игрок «Джи-Лига НБА Игнайт». 4 февраля 2022 года был проведён драфт.

| Позиция                   | Игрок           | Команда             | Вт / Н / Пр |
| ------------------------- | --------------- | ------------------- | ----------- |
| З                         | Кейд Каннингем  | Детройт Пистонс     | Новичок     |
| Ф                         | Дайсон Дэниелс  | Джи-Лига НБА Игнайт | Проспект    |
| Ф                         | Эван Мобли      | Кливленд Кавальерс  | Новичок     |
| З/Ф                       | Айзек Окоро     | Кливленд Кавальерс  | Второгодка  |
| Ц                         | Альперен Шенгюн | Хьюстон Рокетс      | Новичок     |
| Ф                         | Джейшон Тэйт    | Хьюстон Рокетс      | Второгодка  |
| Ф                         | Франц Вагнер    | Орландо Мэджик      | Новичок     |
| Главный тренер: Рик Бэрри |                 |                     |             |

| Позиция                     | Игрок             | Команда               | Вт / Н / Пр |
| --------------------------- | ----------------- | --------------------- | ----------- |
| Ф/Ц                         | Прешес Ачиува     | Торонто Рэпторс       | Второгодка  |
| З/Ф                         | Десмонд Бэйн      | Мемфис Гриззлис       | Второгодка  |
| Ф                           | Саддик Бей        | Детройт Пистонс       | Второгодка  |
| З                           | Энтони Эдвардс    | Миннесота Тимбервулвз | Второгодка  |
| З                           | Тайриз Халибертон | Сакраменто Кингз      | Второгодка  |
| З                           | Джейден Харди     | Джи-Лига НБА Игнайт   | Проспект    |
| Ц                           | Айзея Стюарт      | Детройт Пистонс       | Второгодка  |
| Главный тренер: Айзея Томас |                   |                       |             |

| Позиция                     | Игрок                 | Команда               | Вт / Н / Пр |
| --------------------------- | --------------------- | --------------------- | ----------- |
| З                           | Ламело Болл           | Шарлотт Хорнетс       | Второгодка  |
| Ф                           | Скотти Барнс          | Торонто Рэпторс       | Новичок     |
| З                           | Айо Досунму           | Чикаго Буллз          | Новичок     |
| З                           | Крис ДуартеRINJ1      | Индиана Пэйсерс       | Новичок     |
| З                           | Скут Хендерсон        | Джи-Лига НБА Игнайт   | Проспект    |
| Ф                           | Джейден Макдэниэлс    | Миннесота Тимбервулвз | Второгодка  |
| З                           | Дэвион МитчеллRINJ2   | Сакраменто Кингз      | Новичок     |
| З                           | Джонатан КумингаRREP1 | Голден Стэйт Уорриорз | Новичок     |
| З                           | Боунс ХайлендRREP2    | Денвер Наггетс        | Новичок     |
| Главный тренер: Гэри Пэйтон |                       |                       |             |

| Позиция                      | Игрок           | Команда                     | Вт / Н / Пр |
| ---------------------------- | --------------- | --------------------------- | ----------- |
| З                            | Коул Энтони     | Орландо Мэджик              | Второгодка  |
| З/Ф                          | Марджон Бьюкэмп | Джи-Лига НБА Игнайт         | Проспект    |
| З                            | Джош Гидди      | Оклахома-Сити Тандер        | Новичок     |
| З                            | Джейлен Грин    | Хьюстон Рокетс              | Новичок     |
| Ц                            | Херберт Джонс   | Нью-Орлеан Пеликанс         | Новичок     |
| З                            | Тайриз Макси    | Филадельфия Севенти Сиксерс | Второгодка  |
| З                            | Джейлен Саггс   | Орландо Мэджик              | Новичок     |
| Главный тренер: Джеймс Уорти |                 |                             |             |

↑  Крис Дуарте не сможет принять участие в матче из-за травмы.

↑  Джонатан Куминга заменил травмированного Криса Дуарте.

↑  Дэвион Митчелл не сможет принять участие в матче из-за травмы.

↑  Боунс Хайленд заменил травмированного Дэвиона Митчелла.

### Сетка
|  | Полуфиналы      | Полуфиналы      | Полуфиналы      | Полуфиналы      | Полуфиналы      | Полуфиналы      | Полуфиналы      | Полуфиналы      | Полуфиналы      | Полуфиналы |               |               | Финал         | Финал         | Финал         | Финал         | Финал         | Финал         | Финал         | Финал         | Финал         | Финал |
|  |                 |                 |                 |                 |                 |                 |                 |                 |                 |            |               |               |               |               |               |               |               |               |               |               |               |       |
|  | Команда Айзеи   | Команда Айзеи   | Команда Айзеи   | Команда Айзеи   | Команда Айзеи   | Команда Айзеи   | Команда Айзеи   | Команда Айзеи   | Команда Айзеи   | 50         |               |               |               |               |               |               |               |               |               |               |               |       |
|  | Команда Айзеи   | Команда Айзеи   | Команда Айзеи   | Команда Айзеи   | Команда Айзеи   | Команда Айзеи   | Команда Айзеи   | Команда Айзеи   | Команда Айзеи   | 50         |               |               |               |               |               |               |               |               |               |               |               |       |
|  | Команда Уорти   | Команда Уорти   | Команда Уорти   | Команда Уорти   | Команда Уорти   | Команда Уорти   | Команда Уорти   | Команда Уорти   | Команда Уорти   | 49         |               |               |               |               |               |               |               |               |               |               |               |       |
|  |                 |                 |                 |                 |                 |                 |                 |                 |                 |            | Команда Айзеи | Команда Айзеи | Команда Айзеи | Команда Айзеи | Команда Айзеи | Команда Айзеи | Команда Айзеи | Команда Айзеи | Команда Айзеи | 20            |               |       |
|  |                 |                 |                 |                 |                 |                 |                 |                 |                 |            | Команда Айзеи | Команда Айзеи | Команда Айзеи | Команда Айзеи | Команда Айзеи | Команда Айзеи | Команда Айзеи | Команда Айзеи | Команда Айзеи | 20            |               |       |
|  |                 |                 |                 |                 |                 |                 |                 |                 |                 |            |               |               | Команда Бэрри | Команда Бэрри | Команда Бэрри | Команда Бэрри | Команда Бэрри | Команда Бэрри | Команда Бэрри | Команда Бэрри | Команда Бэрри | 25    |
|  | Команда Бэрри   | Команда Бэрри   | Команда Бэрри   | Команда Бэрри   | Команда Бэрри   | Команда Бэрри   | Команда Бэрри   | Команда Бэрри   | Команда Бэрри   | 50         |               |               | Команда Бэрри | Команда Бэрри | Команда Бэрри | Команда Бэрри | Команда Бэрри | Команда Бэрри | Команда Бэрри | Команда Бэрри | Команда Бэрри | 25    |
|  | Команда Бэрри   | Команда Бэрри   | Команда Бэрри   | Команда Бэрри   | Команда Бэрри   | Команда Бэрри   | Команда Бэрри   | Команда Бэрри   | Команда Бэрри   | 50         |               |               |               |               |               |               |               |               |               |               |               |       |
|  | Команда Пэйтона | Команда Пэйтона | Команда Пэйтона | Команда Пэйтона | Команда Пэйтона | Команда Пэйтона | Команда Пэйтона | Команда Пэйтона | Команда Пэйтона | 48         |               |               |               |               |               |               |               |               |               |               |               |       |
|  | Команда Пэйтона | Команда Пэйтона | Команда Пэйтона | Команда Пэйтона | Команда Пэйтона | Команда Пэйтона | Команда Пэйтона | Команда Пэйтона | Команда Пэйтона | 48         |               |               |               |               |               |               |               |               |               |               |               |       |
|  |                 |                 |                 |                 |                 |                 |                 |                 |                 |            |               |               |               |               |               |               |               |               |               |               |               |       |

#### Полуфинал 1
| 18 февраля 2022 9:12 pm ET | Протокол | Команда Уорти   | 49:50    | Команда Айзеи       | Рокет Мортгедж Филдхаус, Кливленд, Огайо Зрителей: 0 Судьи: Натали Сейго Джейсин Гобл Джонатан Стерлинг | TNT, TBS |
| 18 февраля 2022 9:12 pm ET | Протокол | Джейлен Грин 20 | Очки     | Саддик Бей 16       | Рокет Мортгедж Филдхаус, Кливленд, Огайо Зрителей: 0 Судьи: Натали Сейго Джейсин Гобл Джонатан Стерлинг | TNT, TBS |
| 18 февраля 2022 9:12 pm ET | Протокол | Джош Гидди 9    | Подборы  | Айзея Стюарт 6      | Рокет Мортгедж Филдхаус, Кливленд, Огайо Зрителей: 0 Судьи: Натали Сейго Джейсин Гобл Джонатан Стерлинг | TNT, TBS |
| 18 февраля 2022 9:12 pm ET | Протокол | Джош Гидди 6    | Передачи | Тайриз Халибертон 7 | Рокет Мортгедж Филдхаус, Кливленд, Огайо Зрителей: 0 Судьи: Натали Сейго Джейсин Гобл Джонатан Стерлинг | TNT, TBS |

#### Полуфинал 2
| 18 февраля 2022 9:53 pm ET | Протокол | Команда Пэйтона                  | 48:50    | Команда Бэрри                    | Рокет Мортгедж Филдхаус, Кливленд, Огайо Зрителей: 0 Судьи: Натали Сейго Джейсин Гобл Джонатан Стерлинг | TNT, TBS |
| 18 февраля 2022 9:53 pm ET | Протокол | Джейден Макдэниэлс 12            | Очки     | Кейд Каннингем, Эван Мобли по 13 | Рокет Мортгедж Филдхаус, Кливленд, Огайо Зрителей: 0 Судьи: Натали Сейго Джейсин Гобл Джонатан Стерлинг | TNT, TBS |
| 18 февраля 2022 9:53 pm ET | Протокол | Скотти Барнс 4                   | Подборы  | Эван Мобли 8                     | Рокет Мортгедж Филдхаус, Кливленд, Огайо Зрителей: 0 Судьи: Натали Сейго Джейсин Гобл Джонатан Стерлинг | TNT, TBS |
| 18 февраля 2022 9:53 pm ET | Протокол | Айо Досунму, Скут Хендерсон по 2 | Передачи | Кейд Каннингем 6                 | Рокет Мортгедж Филдхаус, Кливленд, Огайо Зрителей: 0 Судьи: Натали Сейго Джейсин Гобл Джонатан Стерлинг | TNT, TBS |

#### Финал
| 18 февраля 2022 10:50 pm ET | Протокол | Команда Бэрри                   | 25:20    | Команда Айзеи       | Рокет Мортгедж Филдхаус, Кливленд, Огайо Зрителей: 0 Судьи: Натали Сейго Джейсин Гобл Джонатан Стерлинг | TNT, TBS |
| 18 февраля 2022 10:50 pm ET | Протокол | Три игрока по 5                 | Очки     | Прешес Ачиува 12    | Рокет Мортгедж Филдхаус, Кливленд, Огайо Зрителей: 0 Судьи: Натали Сейго Джейсин Гобл Джонатан Стерлинг | TNT, TBS |
| 18 февраля 2022 10:50 pm ET | Протокол | Дайсон Дэниелс, Эван Мобли по 3 | Подборы  | Тайриз Халибертон 4 | Рокет Мортгедж Филдхаус, Кливленд, Огайо Зрителей: 0 Судьи: Натали Сейго Джейсин Гобл Джонатан Стерлинг | TNT, TBS |
| 18 февраля 2022 10:50 pm ET | Протокол | Кейд Каннингем 3                | Передачи | Тайриз Халибертон 4 | Рокет Мортгедж Филдхаус, Кливленд, Огайо Зрителей: 0 Судьи: Натали Сейго Джейсин Гобл Джонатан Стерлинг | TNT, TBS |

### Матч восходящих звёзд НБА
В первом полуфинале команда Айзеи одержала победу над командой Уорти. Во втором полуфинале команда Бэрри выиграла у команды Пэйтона. В финале команда Бэрри победила команду Айзеи. Самым ценным игроком матча восходящих звёзд НБА был признан Кейд Каннингем. Кейд набрал 18 очков, отдал 9 передал, сделал 7 подборов в двух матчах за команду Бэрри.

### Клатч челлендж
Клатч челлендж представляет собой командный конкурс по броскам, который пройдет перед финалом матча восходящих звёзд. В нём примут участия четыре команды, состоящие из двух игроков. Каждая команда игроков должна выполнить пять точных бросков из определённых точек, посвящённым знаковым событиям плей-офф НБА, за одну минуту и тридцать секунд. Участники команд должны выполнять броски друг за другом, используя один мяч во время конкурса. Побеждает та команда, которая быстрее всех выполнить пять точных бросков.
Победителем клатч челленджа стала команда, состоящая из Десмонди Бэйна и Тайриза Халибертона. Они за 39,1 секунд выполнили пять точных бросков. На 10 секунд от них отстала команда, в которую входили Скотти Барнс и Тайриз Макси.

#### Команды
| Позиция | Игрок             | Команда          |
| ------- | ----------------- | ---------------- |
| З       | Тайриз Халибертон | Сакраменто Кингз |
| З/Ф     | Десмонд Бэйн      | Мемфис Гриззлис  |

| Позиция | Игрок        | Команда                     |
| ------- | ------------ | --------------------------- |
| Ф       | Скотти Барнс | Торонто Рэпторс             |
| З       | Тайриз Макси | Филадельфия Севенти Сиксерс |

| Позиция | Игрок      | Команда              |
| ------- | ---------- | -------------------- |
| Ф       | Эван Мобли | Кливленд Кавальерс   |
| З       | Джош Гидди | Оклахома-Сити Тандер |

| Позиция | Игрок         | Команда             |
| ------- | ------------- | ------------------- |
| З       | Джейден Харди | Джи-Лига НБА Игнайт |
| Ф       | Майкл Фостер  | Джи-Лига НБА Игнайт |

## Конкурсы звёздного уикенда

### Конкурс умений
В конкурсе умений примут участие 3 команды по 3 игрока в каждой. Конкурс будет состоять из 4 раундов. В первом раунде команды должны продемонстрировать точность бросков из пяти точек. Победитель раунда получить 100 баллов. Во втором раунде участники покажут навык отдавать передачи. За победу в раунде команде-победительнице начислят 100 балов. В третьем раунде (эстафета) участники должны одновременно продемонстрировать мастерство дриблинга, умение отдавать передачи, выполнять точные броски с разной дистанции. Команда показавшая лучшее время в эстафете получит 200 баллов. В четвёртый или финальный раунд выходят 2 команды, которые набрали больше всех баллов в первых трёх раундах. В финале участники должны выполнять точные броски с середины площадки (максимальное время на попытку 1 минута 30 секунд). Команда, которая быстрее соперника попадет с середины баскетбольного корта, станет победителем конкурса умений. В случае равенства показателей победитель раунда и выхода в финал определяется в соответствии критериями тай-брейка.
В первом раунде победила команда Кэвс, которая набрала 44 очка за точные попадания бросков из пяти точек. Во втором раунде команда Адетокунбо и команда новичков получили по 88 очков за выполненные передачи, но победителем раунда была признана команда Адетокунбо в соответствии критериями тай-брейка (большее количество передач). Третий раунд выиграла команда новичков, которая прошла эстафету за 1 минуту и 18,5 секунд. По итогам предварительного этапа команд Адетокунбо и Кэвс было по 100 баллов. Для определения финалиста они должны были выполнить трёхочковые броски. Танасис Адетокунбо не забил свой бросок, а Дариус Гарленд был точен из-за дуги. В финале команда новичков забросила с середины площадки за 9,9 секунды. Выступавшая следом за ними команда Кэвс опередила команду новичков на 5,5 секунды и стала победителем конкурса умений.
| Поз. | Игрок          | Команда              | Рост | Вес |
| ---- | -------------- | -------------------- | ---- | --- |
| Ф    | Скотти Барнс   | Торонто Рэпторс      | 201  | 102 |
| З    | Кейд Каннингем | Детройт Пистонс      | 201  | 100 |
| З    | Джош Гидди     | Оклахома-Сити Тандер | 203  | 93  |

| Поз. | Игрок          | Команда            | Рост | Вес |
| ---- | -------------- | ------------------ | ---- | --- |
| Ц    | Джарретт Аллен | Кливленд Кавальерс | 208  | 110 |
| З    | Дариус Гарленд | Кливленд Кавальерс | 185  | 87  |
| Ф/Ц  | Эван Мобли     | Кливленд Кавальерс | 213  | 98  |

| Поз. | Игрок              | Команда      | Рост | Вес |
| ---- | ------------------ | ------------ | ---- | --- |
| Ф    | Яннис Адетокунбо   | Милуоки Бакс | 211  | 110 |
| Ф    | Алекс Адетокунбо   | Рэпторс 905  | 203  | 97  |
| Ф    | Танасис Адетокунбо | Милуоки Бакс | 198  | 99  |

| Команда            | Первый раунд | Первый раунд | Второй раунд | Второй раунд | Третий раунд | Третий раунд | Всего баллов |
| Команда            | Очки         | Баллы        | Передачи     | Баллы        | Время        | Баллы        | Всего баллов |
| ------------------ | ------------ | ------------ | ------------ | ------------ | ------------ | ------------ | ------------ |
| Команда новичков   | 32           | —            | 88           | —            | 1:18,5       | 200          | 200          |
| Команда Адетокунбо | 20           | —            | 88           | 100          | —            | —            | 100          |
| Команда Кэвс       | 44           | 100          | 70           | —            | —            | —            | 100          |

| Команда          | Время |
| ---------------- | ----- |
| Команда новичков | 9,9   |
| Команда Кэвс     | 4,4   |

### Конкурс трёхочковых бросков
В конкурсе трёхочковых бросков примут участие 8 баскетболистов. 3 участника, показавшие лучший результат выходят в финал. По сравнению с предыдущим годом формат конкурса не поменялся. В конкурсе остались две отдельные точки, расположенные на расстоянии 6 футов (1 метр 83 сантиметров) от трёхочковой линии. На каждой отдельной точке находится один специальный «зеленый мяч» достоинством в 3 балла. На четырёх «точках» игроку предоставляется 4 мяча, каждое попадание оценивается в одно очко, а также есть специальный «призовой мяч», достоинством в 2 балла. На одной «точке» будет находиться стойка с 5 специальными «призовыми мячами» достоинством в 2 балла. Игрок сам выбирает на какой «точке» будет стойка с «призовыми мячами». На выполнение конкурса дается 70 секунд. Максимальное количество баллов, которое может набрать участник, равно 40.
В финал конкурса трёхочковых бросков вышли Люк Кеннард, Карл-Энтони Таунс и Трей Янг. Карл-Энтони Таунс набрал 29 очков и стал победителем конкурса.
| Поз. | Игрок             | Команда               | Рост | Вес | Первый раунд | Финал |
| ---- | ----------------- | --------------------- | ---- | --- | ------------ | ----- |
| Ф/Ц  | Карл-Энтони Таунс | Миннесота Тимбервулвз | 211  | 112 | 22           | 29    |
| З    | Люк Кеннард       | Лос-Анджелес Клипперс | 196  | 93  | 28           | 26    |
| З    | Трей Янг          | Атланта Хокс          | 185  | 74  | 22           | 26    |
| З    | Патрик Миллс      | Бруклин Нетс          | 183  | 82  | 21           | —     |
| З    | Си Джей Макколлум | Нью-Орлеан Пеликанс   | 191  | 86  | 19           | —     |
| З/Ф  | Десмонд Бэйн      | Мемфис Гриззлис       | 196  | 98  | 18           | —     |
| З    | Фред Ванвлит      | Торонто Рэпторс       | 185  | 88  | 16           | —     |
| З    | Зак Лавин         | Чикаго Буллз          | 196  | 91  | 14           | —     |

### Слэм-данк контест
В слэм-данк контесте примут участие 4 баскетболиста: Джейлен Грин, Коул Энтони, Хуан Тоскано-Андерсон и Оби Топпин. Конкурс по броскам сверху будет состоять из 2-х раундов: первого и финального. В первом раунде участники выполняют по 2 данка. Два участника, набравшие наибольшее количество баллов выходят в финальный раунд. Финалисты в решающем раунде делают по 2 данка. Участник, набравший наибольшее количество баллов в финальном раунде, становится победителем конкурса.
В финальный раунд слэм-данк контеста вышли Оби Топпин и Хуан Тоскано-Андерсон. Победителем конкурса стал Оби Топпин. Его выступление судьи оценили в 92 балла.
| Поз. | Игрок                 | Команда               | Рост | Вес | Первый раунд | Первый раунд | Первый раунд | Финальный раунд | Финальный раунд | Финальный раунд |
| Поз. | Игрок                 | Команда               | Рост | Вес | 1 данк       | 2 данк       | Всего        | 1 данк          | 2 данк          | Всего           |
| ---- | --------------------- | --------------------- | ---- | --- | ------------ | ------------ | ------------ | --------------- | --------------- | --------------- |
| Ф    | Оби Топпин            | Нью-Йорк Никс         | 206  | 100 | 44           | 46           | 90           | 45              | 47              | 92              |
| Ф    | Хуан Тоскано-Андерсон | Голден Стэйт Уорриорз | 198  | 95  | 44           | 43           | 87           | 39              | 30              | 69              |
| З    | Джейлен Грин          | Хьюстон Рокетс        | 193  | 84  | 38           | 45           | 83           | —               | —               | —               |
| З    | Коул Энтони           | Орландо Мэджик        | 191  | 84  | 40           | 30           | 70           | —               | —               | —               |